# Meromacrus nectarinoides
Meromacrus nectarinoides är en tvåvingeart som först beskrevs av Lynch Arribalzaga 1892.  Meromacrus nectarinoides ingår i släktet Meromacrus och familjen blomflugor. Inga underarter finns listade i Catalogue of Life.